# والری روباکوف
والری روباکوف (روسی: Валерий Анатольевич Рубаков؛ زادهٔ ۱۶ فوریهٔ ۱۹۵۵) دانشمند در زمینه نظریه میدان‌های کوانتومی اهل اتحاد جماهیر شوروی سوسیالیستی است.